# كارل كروغر
كارل كروغر هو سياسي أمريكي، ولد في 3 ديسمبر 1949 في بروكلين في الولايات المتحدة. نشط حزبياً في الحزب الديمقراطي. وقد انتخب عضو مجلس ولاية نيويورك ‏.